# Vähä-Tärpänä
Vähä-Tärpänä är en ö i Finland. Den ligger i Skärgårdshavet och i kommunen Nådendal i den ekonomiska regionen  Åbo ekonomiska region i landskapet Egentliga Finland, i den sydvästra delen av landet. Ön ligger omkring 15 kilometer väster om Åbo och omkring 160 kilometer väster om Helsingfors.
Öns area är 1,1 hektar och dess största längd är 120 meter i nord-sydlig riktning.